# Ramularia ari
Ramularia ari är en svampart som beskrevs av François Fautrey 1892. 
Ramularia ari ingår i släktet Ramularia och familjen Mycosphaerellaceae. Inga underarter finns listade i Catalogue of Life.